# Bar Nunn
Bar Nunn é uma cidade  localizada no estado norte-americano de Wyoming, no Condado de Natrona.

## Demografia
Segundo o censo norte-americano de 2000, a sua população era de 936 habitantes. 
Em 2006, foi estimada uma população de 1527, um aumento de 591 (63.1%).

## Geografia
De acordo com o United States Census Bureau tem uma área de 
5,3 km², dos quais 5,3 km² cobertos por terra e 0,0 km² cobertos por água.

## Localidades na vizinhança
O diagrama seguinte representa as localidades num raio de 24 km ao redor de Bar Nunn. 